# Journal of the Acoustical Society of America
Journal of the Acoustical Society of America (JASA) (укр. Журнал Американського акустичного товариства) — англомовний щомісячний рецензований науковий журнал, що охоплює усі аспекти акустики. Журнал засновано у 1929 році Американським акустичним товариством. За усі роки свого існування журнал був провідним джерелом результатів теоретичних та експериментальних досліджень у широкій міждисциплінарній темі, пов'язаній зі звуком.
Головним редактоом журналу є Джеймс Лінч (англ. James F. Lynch, Океанографічний інститут Вудс-Гоула).
Журнал публікує досягнення вчених-фізиків, біологів, інженерів, психологів, фізіологів, архітекторів, музикантів і фахівців з мовної комунікації.
Теми публікацій у журналі включають такі розділи акустики як:
- лінійна та нелінійна акустика;
- аероакустика;
- підводна акустика і акустична океанографія;
- ультразвук і квантова акустика;
- архітектурно-конструкційна акустика та вібрація;
- мова, музика та шум;
- психологія і фізіологія слуху;
- інженерна акустика, перетворювачі звуку та вимірювання;
- біоакустика, біоакустика тварин і біореакція на вібрацію.

Усі матеріали для публікації підлягають експертній перевірці для визначення їх придатності до публікації. На додаток до наданих рукописів, журнал містить новини, які цікавлять вчених-акустів, рецензії на книги, посилання на сучасні статті з акустики, огляди патентів в акустиці та новини щодо розробки стандартів. Періодично журнал видає також збірні покажчики опублікованих статей.